# Gaston Boissier
Marie Louis Antoine Gaston Boissier (Nîmes, 15 agosto 1823 – Viroflay, 11 giugno 1908) è stato un latinista e storico francese.

## Biografia
Nativo di Nîmes, città ricca di vestigia dell'Antica Roma, si interessa molto presto all'epigrafia. Fu dapprima professore di retorica ad Angoulême, poi al prestigioso "Lycée Charlemagne" di Parigi, quindi ricercatore (maître de conférences) all'École Normale Supérieure e infine professore al Collège de France, dove fu titolare della cattedra di "Poesia latina" dal 1869 al 1885 e della cattedra di "Storia della letteratura latina" dal 1885 a 1906, e di cui infine fu rettore dal 1892 al 1894. Continuò l'insegnamento fino al 1906, quando all'età di 85 anni si ritirò a Viroflay per godersi un meritato Otium cum dignitate.
Nel 1876 fu eletto membro dell'Académie française di cui divenne segretario perpetuo nel 1895. Nel 1886 fu eletto membro dell'Académie des inscriptions et belles-lettres.
Collaborò alla La Revue des Deux Mondes, dove pubblicò numerosi lavori. Alcuni suoi lavori, soprattutto Cicéron et ses amis, tradotto in lingua italiana col titolo "Cicerone e i suoi amici", hanno avuto grande successo.

## Opere principali
- Le Poète Attius, étude sur la tragédie latine pendant la République (1857)
- Étude sur la vie et les ouvrages de M. T. Varron (1861)
- La religion romaine, d'Auguste aux Antonins (1874)
- L'Opposition sous les Césars (1875)
- Promenades archéologiques: Rome et Pompéi (1880)
- Cicéron et ses amis. Étude sur la société romaine du temps de César (1884)
- Nouvelles promenades archéologiques: Horace et Virgile (1886).
- Madame de Sévigné (1887)
- L'Afrique romaine. Promenades archéologiques en Algérie et en Tunisie (1895)
- La Conjuration de Catilina (1905)
- La fin du paganisme: étude sur les dernières luttes religieuses en Occident au quatrième siècle (1891)
- Saint-Simon (1899)
- Tacite (1903)